# Гомес Ортега, Хосе
Хосе́ Го́мес Орте́га (прозвища Хоселито, Галло и Галлито; 8 мая 1895, Хельвес, Испания — 16 мая 1920, Талавера-де-ла-Рейна) — испанский матадор, считающийся одним из величайших в истории испанской корриды всех времён. Вместе со своим главным соперником, Хуаном Бельмонте, он, как считается, совершил революцию в искусстве корриды во втором десятилетии XX века.

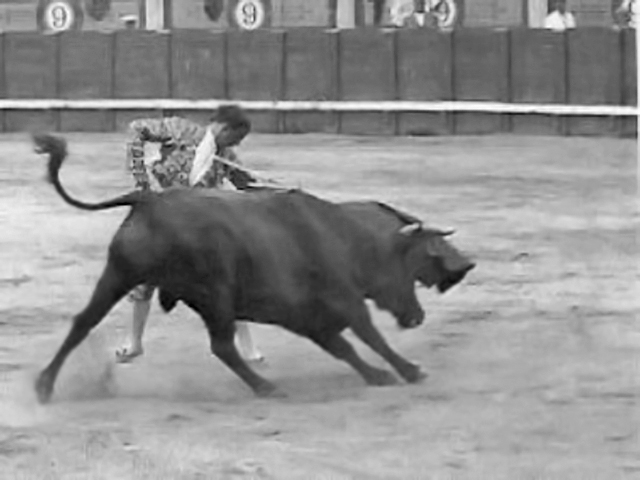
Хоселито сражается с быком.

Был потомственным тореадором и прославился уже в самом начале своей карьеры, получив звание тореадора в октябре 1912 года в возрасте 17 лет; на тот момент он являлся самым молодым профессиональным тореадором в истории. Выступал в основном в Мадриде и Севилье, наиболее известные победы совершил в 1914—1917 годах. Вместе с Бельмонте он стал изобретателем нового стиля в корриде, впоследствии использовавшегося Манолете, когда тореадор большую часть поединка остаётся неподвижным, позволяя быку приближаться почти вплотную к себе и избегая его рогов умелыми манипуляциями, оставаясь на месте.
Хоселито погиб на арене от рогов быка в возрасте 25 лет, проводя так называемый mano-a-mano (соревновательную корриду) с мужем своей сестры, также тореадором. На кладбище Сан-Фернандо ему установлен памятник.